# Upton (Nueva York)

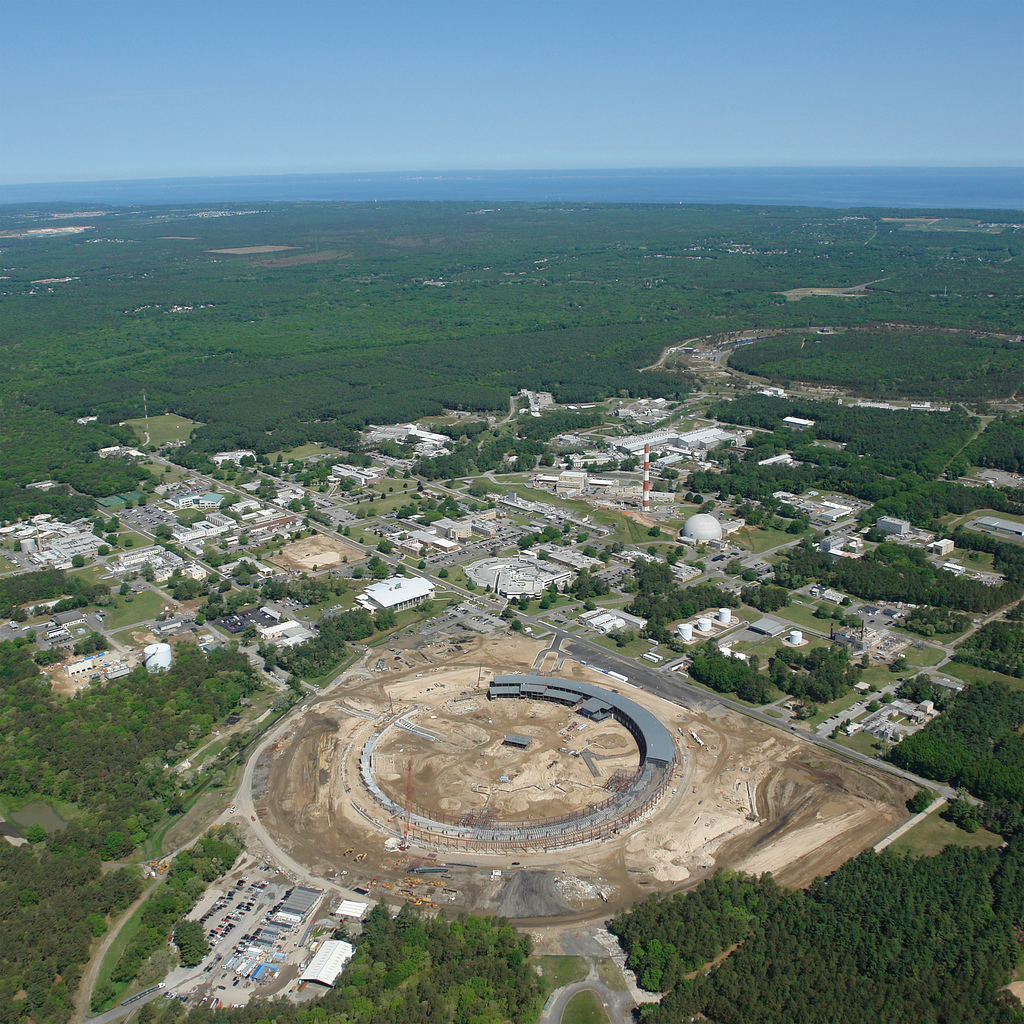
Vista aérea del Laboratorio Nacional de Brookhaven.

Upton es una aldea estadounidense ubicada en Long Island, dentro del pueblo de Brookhaven (Nueva York). Es la sede del Brookhaven National Laboratory y de la estación del National Weather Service, el cual hace pronósticos atmosféricos para la ciudad de Nueva York, Long Island, el valle del río Hudson, el sur de Connecticut y el noreste de Nueva Jersey. 
Upton está ubicado en el condado de Suffolk.

## Geografía
- Altitud: 36 metros.
- Latitud: 39º 56' 04" N
- Longitud: 074º 31' 27" O

## Historia
El pueblo se llama así porque fue el emplazamiento de la base militar Camp Upton, que estuvo en servicio desde 1917 hasta 1920, y de nuevo desde 1940 hasta 1946. Durante la Segunda Guerra Mundial, el campamento fue reedificado sobre todo como un centro de conscripción para los reclutas. Más tarde el ejército usó el sitio como hospital.